# História da imprensa no Rio Grande do Sul
A história da imprensa no Rio Grande do Sul inicia com o Diário de Porto Alegre, primeiro jornal da província, que surgiu em 1827, apoiado pelo presidente da província brigadeiro Salvador José Maciel. Seu redator foi inicialmente João Inácio da Cunha que trouxe do Rio de Janeiro dois franceses desertores da tropa do general argentino Carlos Maria de Alvear, que pretendeu invadir o Brasil: Claude Dubreuil e Estivalet, respectivamente impressor e tipógrafo na França para operar uma antiga tipografia comprada pelo então presidente da província João Oliveira e Daun, em 1822. O Diário de Porto Alegre foi um jornal de características controversas, oscilando entre a favor e contra o governo. Com seu reduzido formato, pouco mais do que um cartaz, de magro conteúdo, continha assuntos da vida corriqueira misturados com publicações oficiais.
A imprensa no Rio Grande do Sul começou tardiamente em relação a outras províncias brasileiras, o Rio de Janeiro já possuía um jornal desde 1808, a Bahia desde 1811, seguidos por Pernambuco, Maranhão, Pará, Minas Gerais (todos de 1821), Ceará (1824), Paraíba (1826) e São Paulo (1827).

## Fase inicial -1827-1851
O Diário abriu caminho para o surgimento de outros periódicos, de formato pequeno. Enquanto a situação política se agravava, nos tempos que precediam a Revolução Farroupilha, os periódicos partidários se multiplicavam acirrando as disputas políticas.
Os farroupilhas eram apontados por meio de sua imprensa como os propugnadores de uma causa justa, acima de tudo em nome da liberdade, enquanto os legalistas eram descritos como retrógrados, sebastianistas e conservadores. Por outro lado, os jornais legalistas consideravam a si próprios como os defensores da ordem, enquanto qualificavam os rebeldes como anarquistas e subversivos que desejavam corromper e destruir as instituições estabelecidas.
Na década de 1830, este exacerbado conflito político levou ao surgimento 41 jornais somente em Porto Alegre, já na década seguinte foram apenas catorze. Os novos jornais encontravam sérias dificuldades para circular, sobrevivendo em média por um ano. Os jornais desta época circulavam uma, duas e raramente três vezes por semana, impressos em duas, quatro e poucas vezes mais páginas. Também não tinham redação própria, sendo escrito na própria casa do redator e entregue a uma tipografia para impressão.
Em 5 de julho de 1828 surge em Porto Alegre o Constitucional Rio-Grandense, substituindo o Diário de Porto Alegre cinco dias depois de sua última edição. Declaradamente político, era redigido por Vicente Ferreira Gomes, oficial de tesouraria do governo e circulou até 1831.
Em 1829 surge também Porto Alegre O Amigo do Homem e da Pátria, redigido por Tomás Inácio da Silveira e Claude Dubreuil.
Em 1830 é a vez de O Vigilante, de José Apolinário Pereira de Morais, jornal liberal, que circula somente de janeiro a outubro do mesmo ano. A Sentinela da Liberdade na Guarita ao Norte da Barra do Rio Grande de São Pedro de Lourenço Junior de Castro circulou de 1830 a 1837.
Em 1831 surgem O Imparcial, O Cruzeiro, O Telégrapho, O Compilador em Porto Alegre, O Continentino de João Manuel de Lima e Silva (em 1833 passou a ser redigido por Joaquim José de Araújo).
Em 1832 surgiram em Porto Alegre O Mercúrio, o Diário Constitucional, O Inflexível e O Annunciante, que circulou até 1835. Do mesmo ano é O Recopilador Liberal de Porto Alegre, dirigido pelo uruguaio Manuel Ruedas, acusado de ser agente de Juan Lavalleja foi expulso do Brasil, o jornal encerrou suas atividades em junho de 1836. Em 3 de janeiro surge O Noticiador, primeiro jornal de Rio Grande, dirigido por Francisco Xavier Ferreira, circulou até 9 de fevereiro de 1836 - seu proprietário foi preso e enviado ao Rio de Janeiro, onde faleceu no calabouço da Fortaleza de Nossa Senhora da Conceição da Ilha de Villegagnon em 1838.
Em 1833 são criados Themis, A Idade D'Ouro, Idade de Pau, O Inexorável e O Propagador da Indústria Rio-Grandense, que foi publicado entre janeiro de 1833 e março de 1834 em Rio Grande, mantido por membros da elite econômica da cidade.
Em 1834 foram criados O Pobre, O Republicano, O Echo Porto Alegrense (primeiro jornal da província com circulação três vezes por semana), O Federal, Correio Official da Província de São Pedro, O Democrata, O Sete de Abril e Idade de Chumbo.
O Mestre Barbeiro iniciou sua publicação em 31 de janeiro de 1835 e se manteve até 19 de setembro, redigido por Antônio José da Silva Monteiro, ferrenho oposicionista dos farroupilhas, que faleceu em combate na Ponte da Azenha, ao estourar a revolução em 20 de setembro.  Em Rio Grande o Liberal Rio-Grandense, legalista, circulou entre 1835 e 1836. O Continentista também surgiu em 1835, dirigido por José Calvet e o deputado Francisco Isidoro de Sá Brito, além de O Mensageiro e O Quebra Anti-Evaristo.
Em 1836 surge O Colono Alemão publicado por Hermann von Salisch conseguiu atrair à causa farroupilha vários colonos alemães, apesar dos planos de ser bilíngue, foi publicado somente em português, durou apenas 38 números.
Durante a Revolução Farroupilha surgem também os órgãos oficiais da República Rio-Grandense: O Mensageiro de 3 de novembro de 1835, considerado o primeiro jornal farroupilha, O Povo de 1838, organizado por Domingos José de Almeida com Luigi Rossetti como editor. Além destes circularam a Estrella do Sul e O Americano, este o último jornal farroupilha, editado em Alegrete, até março de 1843.
O Legalista e O Justiceiro, ambos de 1836, e O Artilheiro de junho de 1837 eram jornais legalistas, assim como O Campeão da Legalidade do mesmo ano, ambos de Porto Alegre.
Em 1840, redigido por Claude Dubreuil, surge O Analista que circulava duas vezes por semana e encerrou suas atividades em 1844.
É na década de 1840 que surgem os jornais de maior formato, como O Imparcial, de Porto Alegre, de 1844, e O Porto-alegrense. Em 1849 surge, também em Porto Alegre, O Mercantil.
O primeiro jornal de Pelotas foi O Pelotense foi fundado em 7 de novembro de 1851 pelo português Cândido Augusto de Melo, que já havia fundado outros quatro jornais em Rio Grande: O Rio-Grandense 1845-1858; O Artilheiro 1849; a Rosa Brasileira 1851 e A Imprensa 1851.

## Fase de consolidação -1852-1895
Somente depois da pacificação do Rio Grande do Sul e da progressiva recuperação da província foi que novamente se abriu espaço para o desenvolvimento das atividades jornalísticas, surgindo uma imprensa renovada, ganhando outras práticas jornalísticas, não apenas a político-partidária. Nesta fase surge público para todos os gostos e gêneros de publicações e o mercado se diversifica, afastando-se da política e aproximando-se da notícia. Há o surgimento de jornais fora dos grandes centros, a imprensa literária se desenvolve e há o surgimento de jornais em língua alemã e italiana, aparecem também os jornais oficiais dos partidos políticos. Mais no final do período são fundados os jornais operários, contestando o sistema vigente, dos quais os primeiros foram O Operário, em Pelotas, e L’Avvenire, em Porto Alegre.
Durante este período surgem jornais que introduzem o conceito de empresa jornalística: seus diretores e editores sabem que precisam atender a demandas de seu público, adotando algumas práticas da maioria dos jornais do centro do país, como a publicação de folhetins. Em 1885 Porto Alegre tinha 85 periódicos em circulação.
- Correio do Sul, 1852, de Felipe de Oliveira Nery
- Der Kolonist, Porto Alegre, 1852-1853, fundado por José Cândido Gomes[13]
- Der Deutsche Einwanderer, Porto Alegre, 1854-1861, inicialmente publicado no Rio de Janeiro.[13]
- O Noticiador, Pelotas, 1854, editado por Carlos Von Koseritz
- O Jaguarense, Jaguarão, 1855 de Pedro Bernardino de Moura
- Eco do Sul, Jaguarão, 1855-1934 de Pedro Bernardino de Moura
- O Guaíba, Porto Alegre, 1856-1858, primeiro periódico literário do estado, editado por Carlos Jansen.[12]
- Ramilhete Rio-Grandense, Pelotas, 1857
- O Brado do Sul, Pelotas,1858-1861 de Domingos José de Almeida
- Diário de Pelotas, 1859
- O Grátis de Pelotas, 1859
- Álbum de Domingo, Porto Alegre, 1860-1861, de A. J. S. de Faria.[14]
- Der Deutsche Kolonist, Porto Alegre, 1860, de Alfonso Mabilde
- Deutsche Zeitung, Porto Alegre, 1861-1917, mais importante jornal germânico da época,[13] fechado com a entrada do Brasil na Primeira Guerra Mundial[15]
- A Reforma, Porto Alegre, 1862, jornal do partido liberal
- A Estrela do Sul, Porto Alegre, 1862-1869, jornal católico
- Jornal do Commercio, Porto Alegre, 1863, de Luís Cavalcanti.
- Independente, Cachoeira do Sul, 1864
- O Brado Juvenil, Pelotas, 1866
- Atualidade, Porto Alegre, 1867, de Miguel de Werna.[16]
- A Sentinela do Sul, Porto Alegre, 1867-1869, primeira folha ilustrada e humorística do estado.
- Der Bote, São Leopoldo, 1867-1879 de Julius Curtius, também editado por Wilhelm Rotermund.[17]
- Diário de Pelotas, 1868-1889
- O Nariz de Folha, Pelotas, 1868
- Onze de Junho, Pelotas, 1868-1889 de Antônio da Silva Moncorvo Júnior
- O Provir, Pelotas, 1868
- Jornal do Comércio, Pelotas, 1870 - 1882
- Murmúrios do Guaíba, 1870.[12]
- Deutsches Volksblatt, São Leopoldo, 1871-1939, jornal jesuíta.
- O Mercantil, Porto Alegre, 1874, de João Câncio Gomes.
- Correio Mercantil, Pelotas, 1875-1915, propriedade de Antônio Joaquim Dias.
- A Acácia, Porto Alegre, 1876-1881, de Carlos Von Koseritz.
- O Progresso Literário, Pelotas, 1877.
- O Charivari, 1877-1878, jornal caricato do polêmico Miguel de Werna.[12]
- Cabrion, Pelotas, 1879-1889, de Araújo Guerra e Eduardo Chapon.[18]
- Cachoeirense, Cachoeira do Sul, 1879
- Gazeta de Porto Alegre, 1879-1885, de Carlos von Koseritz.
- Neue Zeit, São Leopoldo, 1879-1880 de Hans von Franckenberg.[17]
- Deutsche Post, São Leopoldo, 1880 de Wilhelm Rotermund.
- Vorwärts, Porto Alegre, 1880, de Hans von Franckenberg.[17]
- Revista Mensal da Sociedade Científica e Literária Culto às Letras, Porto Alegre, 1880-1881.[19]
- O Século, 1880-1893, jornal caricato de Miguel de Werna, ilustrado por Araújo Guerra.[12]
- A Discussão, Pelotas, 1881-1888
- A Voz do Escravo, Pelotas, 1881
- Gazeta de Alegrete, Alegrete, 1882, de Luís de Freitas Vale, mais antigo jornal em circulação no estado
- Tribuna Literária, Pelotas, 1882
- Zé Povinho, Pelotas, 1882
- A Gazeta do Norte, Santa Maria, 1883, de Francisco José Camboim Filho
- Koseritz Deutsche Zeitung, Porto Alegre, 1881
- O Pharol, Cachoeira do Sul 1883
- O Corymbo, Rio Grande, 1883-1944, primeiro jornal feminino e feminista do estado e um dos mais importantes e longevos do país.[20][21]
- A Federação, Porto Alegre, 1884-1937, jornal do Partido Republicano Rio-Grandense[22]
- Il veinte Settembre, Pelotas, 1883, talvez o primeiro periódico em italiano do estado.[12]
- A Pena, Pelotas, 1884
- O Santamariense, Santa Maria, 1885
- A Pátria, Pelotas, 1886-1891
- O Combate, Porto Alegre, 1886, de Carlos Von Koseritz
- Clarim, Cachoeira do Sul, 1886
- A Província, Santa Maria, 1886
- O Combatente, Santa Maria, 1887
- Taquaryense, Taquari, 1887, segundo mais antigo ainda em circulação.
- Arauto, Pelotas, 1887-1926
- A Ventarola, Pelotas, 1887-1890
- A Época, 1887, jornal vinculado à igreja católica, importante na luta pela hegemonia republicana contra o Partido Liberal, ao final do século XIX.[12]
- Til, Alegrete, 1888-1897
- O Farrapo, Pelotas, 1889
- Nacional, Pelotas, 1889-1892
- A Idéia, Cachoeira do Sul, 1889
- Echo da Verdade, Passo Fundo, 1889-1893
- Diário Popular, Pelotas, 1890, terceiro jornal mais antigo do RS ainda em circulação.
- Kolonie, Santa Cruz do Sul, 1891
- Liberdade, Cachoeira do Sul, 1890
- XV de Novembro, Cachoeira do Sul 1890
- A Gazetinha, Porto Alegre, 1891, propriedade de Otaviano Manuel de Oliveira[22]
- 17 de Junho, Passo Fundo, 1891
- A Violeta, Passo Fundo, 1891
- O Federalista, Cachoeira do Sul, 1891
- O Exemplo, Porto Alegre 1892-1930, semanário pós-abolicionista, porta-voz dos negros
- O Gaúcho, Passo Fundo, 1892
- Der Pionier, Porto Alegre 1892, depois editado em Estrela, onde foi o primeiro jornal local, 1897, em língua alemã, fundado por Ernst Reinhold Ludwig
- Democracia Social, Pelotas, 1893
- O Combate, Alegrete, 1893, jornal do Partido Republicano dissidente, redigido pelo advogado Joaquim Napoleão E. de Arruda.[23]
- A Palavra, Alegrete, órgão do Partido Republicano Liberal, redigido por Francisco Prestes.[23]
- Gazeta da Tarde, Porto Alegre, 1895, fundado por Germano Hasslocher e Pelágio Pereira de Almeida[22]

## Fase moderna1896a1945
Inicia com a criação do jornal Correio do Povo, considerado o primeiro jornal gaúcho moderno, com estrutura técnica e administrativa de empresa.
- Opinião Pública, Pelotas, 1896-1962
- O Álbum, Alegrete, 1896-1897, de caráter literário.[23]
- Social, Alegrete, 1897-1899, com o primeiro redator é Aristides Pereira da Silva, depois quando o jornal passa a ser órgão da Sociedade Operária Mútua Proteção, passa a redator o marceneiro Eduardo Mallmann.[23]
- O Governo, Cachoeira do Sul, 1898
- O Palco, Passo Fundo, 1899
- O Gaúcho, Passo Fundo, 1899
- A Sensitiva, Alegrete, 1899-1900, de caráter literário.[23]
- O Commercio, Cachoeira do Sul, 1900-1966, bilíngue português-alemão até 1905, de Henrique Möller Filho
- O Alto Taquary, Lajeado 1901-1908?, primeiro jornal da cidade
- A Gazeta do Commercio Porto Alegre, 1901-1911[22]
- Pionier Vaterland, Porto Alegre, 1901-1923, em alemão, de Ernst Reinhold Ludwig
- O Progresso, Montenegro, 1901, ainda em circulação
- O Alegrete, Alegrete, 1901, de caráter literário.[23]
- Stella d'Italia, publicado em italiano circulou de março de 1902 até 1925, fundado e dirigido por Adelchi Colnaghi
- Rio Grande, Cachoeira do Sul, 1904
- OKU, Cachoeira do Sul, 1905
- O Tempo, Rio Grande, 1906
- A Alvorada, Pelotas, 1907-1956
- O Echo do Povo, Porto Alegre, 1908[22]
- A Gazeta do Povo, Porto Alegre, 1908[22]
- O Avança, Passo Fundo, 1909
- Correio Riograndense, Caxias do Sul 1909 - ainda em circulação
- Diário do Interior, Santa Maria 1911-1939
- O Diário, Porto Alegre, 1911-1917, 1919, publicou a primeira reportagem ilustrada por fotografias da imprensa no Rio Grande do Sul, comprado por um grupo de alemães, fechou com o início da guerra e reabriu curtamente com novos proprietários.[22]
- O Guiso, Passo Fundo, 1911
- Die Serra-Post, 1911-1982
- O Regional, Estrela, 1912
- Avenida, Cachoeira do Sul, 1914
- A Palavra, Cachoeira do Sul, 1914
- Deutsche Wacht,Pelotas, 1914
- A Voz da Serra, Passo Fundo, 1915
- O Cachoeirense, Cachoeira do Sul, 1915
- O Parlamentarista, Cachoeira do Sul, 1916
- Correio Serrano, Ijuí, 1917-1987
- O Regimem, Passo Fundo, 1917
- Estrellense, Estrela, 1918
- Deutsche Evangelische Blätter für Brasilien, 1918, editado pelo pastor Hermann Dohms.[24]
- O Monoclo, Novo Hamburgo, 1918, primeiro jornal da cidade
- Máscara (1918-1928), periódico ilustrado de cultura, artes, literatura, sociedade e variedades[25]
- A Semana, Santo Ângelo, 1919
- Folha Vicentina, Passo Fundo, 1919
- Illustração Pelotense, 1919 - 1929
- A Manhã, Porto Alegre, 1920-1922, fundado por Emílio Kemp, para competir com o Correio do Povo[22]
- A Época, Passo Fundo, 1921
- O Paladino, Estrela, 1921-1941
- Correio de Estrella, 1922-1926
- Jornal da Manhã, Pelotas, 1922 - 1925
- A Vanguarda, Passo Fundo, 1923
- A Gazeta, Passo Fundo, 1924
- Diário de Notícias, Porto Alegre, 1925
- O Nacional, Passo Fundo, 1925
- O Missioneiro, Santo Ângelo, 1925
- A Notícia, Alegrete, 1926-1928.[23]
- Meu Jornal, Alegrete, 1926-1927.[23]
- O 5 de Abril, Novo Hamburgo, 1927-1952
- O Combate, Alegrete, 1927 .[23]
- Cachoeira Jornal, Cachoeira do Sul, 1928
- A Notícia, Cachoeira do Sul, 1928
- Tribuna Gaúcha, Passo Fundo, 1929
- Jornal do Povo, Cachoeira do Sul, 1929, de Virgílio Carvalho de Abreu, ainda em circulação
- Jornal da Serra, Passo Fundo, 1930
- Intriga, Novo Hamburgo, 1931
- Pau na Nuca, Novo Hamburgo 1931
- O Imparcial, São Gabriel, 1931, ainda em circulação
- A Luta, Passo Fundo, 1931
- A Semana, Lajeado, 1932-1943
- A Razão, Santa Maria, 1934-2017[26]
- O Barulho, Passo Fundo, 1934
- O Espião, Passo Fundo, 1934
- Gazeta de Novo Hamburgo, 1934
- Diário da Manhã, Passo Fundo, 1935.
- A Defesa, Passo Fundo, 1935
- O Boavistense, Erechim

, 1939, mais tarde chamado A Voz da Serra.
- Diário Serrano, Cruz Alta, 1939
- Gazeta, Novo Hamburgo 1948

## Fase contemporânea
Porto Alegre tinha na década de 1970 cinco jornais diários: Correio do Povo, Zero Hora, Folha da Manhã, Folha da Tarde e Diário de Notícias.
O Diário de Notícias do grupo Diários Associados devido a seu perfil conservador estava em decadência. O Correio do Povo tirou proveito disto e sua tiragem de 50 mil exemplares  em 1950 cresceu a 75 mil até meados da década de 1970. Rumo similar seguiu a Folha da Tarde, passando a editar uma folha esportiva que daria origem ao jornal Folha da Manhã, em 1969.
Nos anos 1980 a Folha da Tarde e a Folha da Manhã saíram de circulação e o Correio do Povo chegou a ser fechado por alguns meses, retornando com novos proprietários, com redução do número de páginas e em formato tabloide. A Zero Hora, fundada em 1964 e substituta do Última Hora, passou a ser o jornal mais vendido no Rio Grande do Sul, numa posição de quase monopólio. Em 2001 inicia a circulação de O Sul, jornal que passou a disputar o mercado com o Correio do Povo e com a Zero Hora.
Hoje o Rio Grande do Sul tem cerca de 320 jornais de todos os tamanhos e formatos.
Em 2008, uma análise do Jornal Já criticou o modo como é operado a imprensa do Rio Grande do Sul, chamando a atenção para a repetição e a falta de notícias.